# Hełmówka mchowa
Hełmówka mchowa (Galerina atkinsoniana A.H. Smith) – gatunek grzybów należący do rodziny podziemniczkowatych (Hymenogastraceae).

## Systematyka i nazewnictwo
Pozycja w klasyfikacji według Index Fungorum: Galerina, Hymenogastraceae, Agaricales, Agaricomycetidae, Agaricomycetes, Agaricomycotina, Basidiomycota, Fungi.
Po raz pierwszy opisał go w 1953 roku Alexander Hanchett Smith w USA. Wskazał holotyp. Synonimy:
- Galerina atkinsoniana f. quadrispora Gulden & Hallgr. 2000
- Galerina atkinsoniana f. tetraspora Kühner 1972
- Galerina atkinsoniana var. sphagnorum A.H. Sm., 1964
- Galerina vittiformis subsp. atkinsoniana (A.H. Sm.) Arnolds, 1982
- Galerina vittiformis var. atkinsoniana (A.H. Sm.) Krieglst. 1991

Polską nazwę zarekomendował w 2003 r. Władysław Wojewoda.

## Morfologia
Kapelusz
Rozmiary 5–11 × 4–8 mm, początkowo dzwonkowaty do wypukłego, z wiekiem spłaszczający się, higrofaniczny, wyraźnie prążkowany aż do 2/3 promienia, brzeg lekko falisty. Powierzchnia błyszcząca, czerwonobrązowa, ciemniejąca ku środkowi, po wyschnięciu przybiera jaśniejsze kolory, od beżowego do ochrowego, w powiększeniu owłosiona.
Blaszki
Rzadkie, z blaszeczkami (l=1-3), przyrośnięte, brzuchate, brązowawe;. Ostrza jaśniejsze, kłaczkowate.
Trzon
Wysokość 25–60 mm, grubość 1–2 mm, cylindryczny, pusty, wygięty. Powierzchnia czerwonobrązowa, jaśniejsza ku wierzchołkowi, oprószona na całej długości.
Miąższ
Bardzo cienki, bez wyczuwalnego zapachu.
Cechy mikroskopowe
Bazydiospory 7,7–9,3 × 4,9–5,9 μm, Qe = 1,5, w widoku z przodu elipsoidalne, w widoku z boku migdałowate, słabo zdobione. Podstawki 27,9–31,9 × 7,9–8,7 μm, cylindryczno-maczugowate, przeważnie 2-zarodnikowe, niektóre 21-zarodnikowe. Cheilocystydy liczne, butelkowate do wrzecionowatych, z wydłużoną szyjką zwężającą się ku wierzchołkowi. Pleurocystydy podobne do cheilocystyd, nieco bardziej rzadkie i często większe. Kaulocystydy występują w górnej jednej trzeciej trzonu, podobne do cheilocystyd, nieco większe.

## Występowanie i siedlisko
Podano stanowiska na niektórych wyspach i wszystkich kontynentach poza Afryką i Antarktydą. W Europie jest szeroko rozprzestrzeniony. W Polsce do 2003 r. podano 2 stanowiska, w późniejszych latach podano wiele następnych. Aktualne stanowiska podaje także internetowy atlas grzybów. Znajduje się w nim na liście gatunków zagrożonych i wartych objęcia ochroną.
Saprotrof występujący w lasach wśród mchów, zwłaszcza płonników, rzadko wśród torfowców, czasami na drzewach porośniętych mchami.